# Nagykorpád
Nagykorpád is een plaats (község) en gemeente in het Hongaarse comitaat Somogy. Nagykorpád telt 647 inwoners (2001).